# Johann Christoph von Greiffen

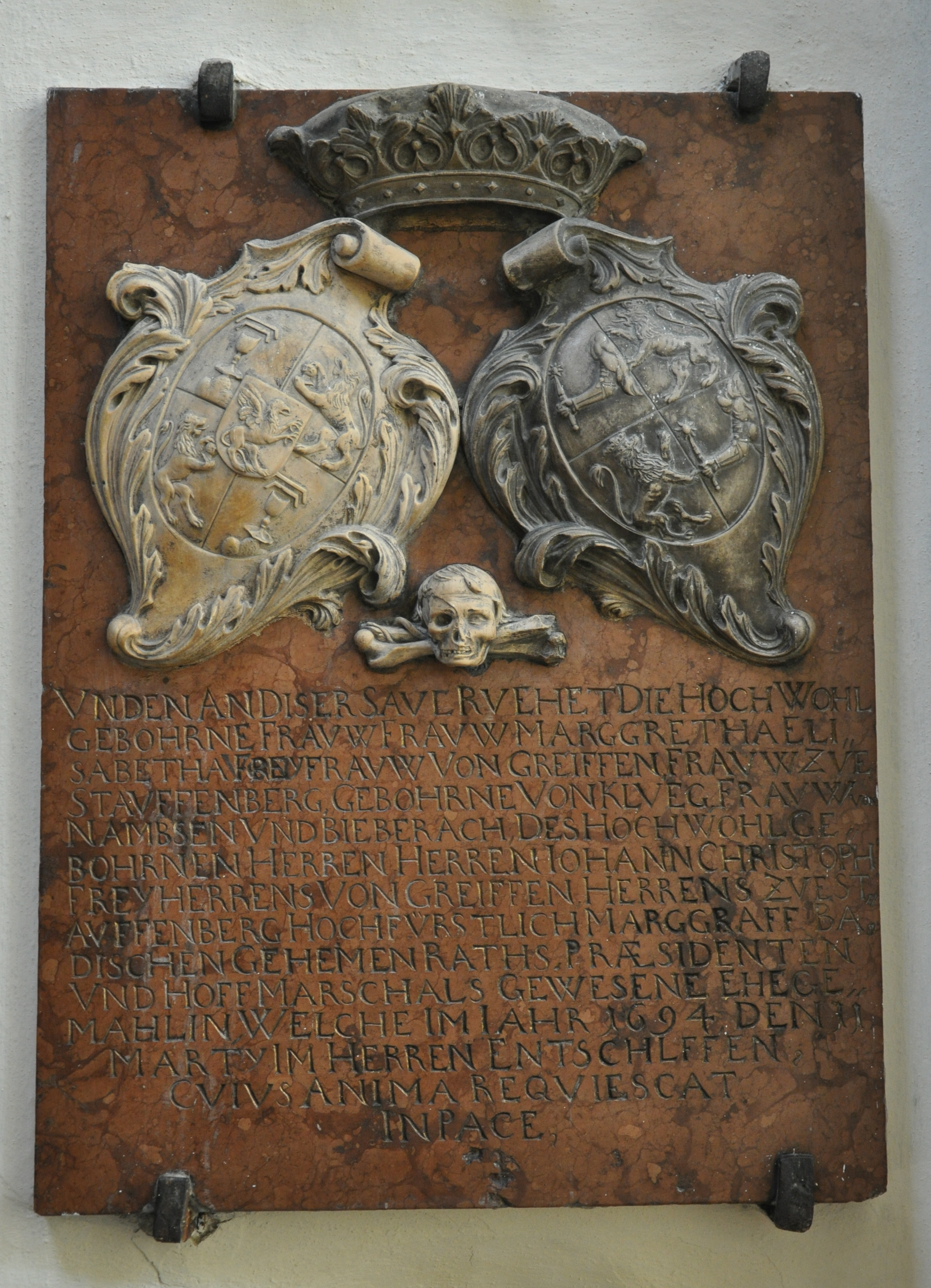
Epitaph für Margaretha von Greiffen in der Wiener Michaelerkirche

Johann Christoph Freiherr von Greiffen (* 1642; † 1725 in Wien) war ein aus Tirol stammender Politiker. Er war kaiserlicher und markgräflich-badischer Geheimrat, Kämmerer, Hofmarschall und Hofratspräsident.

## Leben
Er stammte aus dem alten schwäbischen Adelsgeschlecht der Herren von Greif auf Greifen(stein). Seine Eltern waren Johann Nikolaus von Greiffen und Maria Helena geb. von Helmstorf.
Von 1671 bis 1707 trat er in die Dienste von Markgraf Ludwig Wilhelm von Baden, der seinem Günstling 1683 die Herrschaft Staufenberg zum Lehen gab. Am 10. Mai 1678 erhob ihn Kaiser Leopold I. in den erblichen Freiherrenstand mit der Anrede „Wohlgebohren“. Ihm wurde die Vereinigung seines Wappens mit jenem seiner Mutter, deren Familie im Mannesstamm erloschen war, gestattet. Von 1678 bis 1689 stand er als Präsident der Hofkammer und Hofmarschall der badischen Regierung vor. Seit 1693 war er auf Wunsch des Kaisers dauerhaft in Wien als badischer Gesandter in diplomatischer Mission tätig, jedoch ohne Bevollmächtigung. Nach dem Tode von Margraf Ludwig Wilhelm fiel von Greiffen bei dessen Witwe Franziska Sibylla in Ungnade. Auf eigenen Wunsch bat er aus Altersgründen um seine Entlassung, die am 31. Oktober 1707 gewährt wurde. Auch nach seiner Amtsenthebung setzte er sich für badische Interessen ein. 1707 trat er offiziell in die Dienste des Kaisers, von dem er schon länger eine Pension bezog. Am 14. September 1707 ernannte ihn Kaiser Joseph I. zum Wirklichen oberösterreichischen Geheimen Rat und Hofmarschall mit der Anrede Exzellenz. Den Innsbrucker Raitbüchern zufolge bezog er sein Gehalt bis 1725, seinem mutmaßlichen Todesjahr.

## Familie
Johann Christoph von Greiffen war mit Margaretha Elisabetha geb. von Klueg verheiratet, die 1694 starb und deren Epitaph sich in der Wiener Michaelerkirche befindet. Aus der Ehe ging der Sohn Franz Anton von Greiffen († 30. Juli 1695) hervor.